# Напад на цркву у Бахавалпуру
Напад на цркву у Бахавалпуру десио се 29. октобра 2001. године. Претпоставља се да су за напад одговорни муслимански терористи који су отворили ватру из пушака АК-47 на цркву у месту Бахавалпур у Пакистану. Погинуло је 16 особа, углавном жена и деце.